# Caparrapí
Caparrapí è un comune della Colombia facente parte del dipartimento di Cundinamarca.
Il centro abitato venne fondato da Antonio Toledo nel 1560.